# C/2013 UQ4 (Каталина)
C/2013 UQ4 (Catalina) — комета в Солнечной системе, приблизившаяся к Земле 10 июля 2014 года на расстояние 0,314 а.е.

## Открытие и идентификация
Комета была открыта 23 октября 2013 года в рамках обзора неба Каталина в Аризоне, США. Объект обладает формой астероида, но орбиту как у кометы, и получил название 2013 UQ4. 7 мая 2104 года А. Новичонок и Т. Приставский наблюдали неправильную форму объекта, что позволило сделать вывод о кометной природе. Видимая звёздная величина кометы составляла 13.5, диаметр комы был равен 1.5'. После этого объект получил название C/2013 UQ4 (Каталина).

## Приближение к Солнцу и Земле
Комета достигла перигелия 5 июня 2014 года, а затем прошла перигей 10 июля 2014 года на расстоянии около 47 млн км. В момент наибольшего блеска видимая звёздная величина достигла 9, при этом комету можно было наблюдать в небольшие телескопы С последних чисел июля 2014 года до марта 2015 года комета наблюдалась с Земли вблизи Арктура.